# NGC 7262
NGC 7262 é uma galáxia lenticular (S0) localizada na direcção da constelação de Piscis Austrinus. Possui uma declinação de -32° 21' 53" e uma ascensão recta de 22 horas, 23 minutos e 28,4 segundos.
A galáxia NGC 7262 foi descoberta em 27 de Setembro de 1834 por John Herschel.